# Opius kubani
Opius kubani är en stekelart som beskrevs av Fischer 2007. Opius kubani ingår i släktet Opius och familjen bracksteklar. Inga underarter finns listade i Catalogue of Life.